# Karel Jarolímek
Karel Jarolímek (5. dubna 1888 Dvůr Králové nad Labem – 25. února 1970 Dvůr Králové nad Labem) byl český architekt, všestranný sportovec, mistr zemí Koruny české v lyžování v letech 1912–1913 a trenér.

## Životopis
Narodil se v roce 1888 do rodiny státního úředníka, který působil služebně a žil s rodinou v uherském Temešváru. Od roku 1894 žil Jarolímek ve Dvoře Králové.
Dne 24. března 1913 se účastnil tragického závodu na 50 km na hřebenech Krkonoš, při němž tragicky zahynuli jeho sportovní přátelé Bohumil Hanč a Václav Vrbata. Jarolímek závod nedokončil, vzdal kvůli odřeninám na nohách.
Roku 1925 byl zvolen předsedou technického odboru Svazu lyžařů. Byl členem Československého olympijského výboru a ve funkci vedoucího československé výpravy absolvoval devět mistrovství světa, čtyřikrát byl na ZOH (1924, 1928, 1932, 1948).
Po skončení 2. světové války se stal členem skokanské komise FIS, po šesti letech byl stálým expertem FIS pro skok, v roce 1954 členem subkomise pro stavbu můstků a po 12 letech práce pro nejvyšší lyžařský orgán odešel do sportovní penze.
Naposledy se účastnil mistrovství světa v severských disciplínách v Tatrách roku 1970 jako čestný host. O několik dní později, 25. února 1970 umřel ve Dvoře Králové nad Labem.
V roce 1998 obdržel in memoriam čestné občanství města Dvora Králové nad Labem.

## Stavby

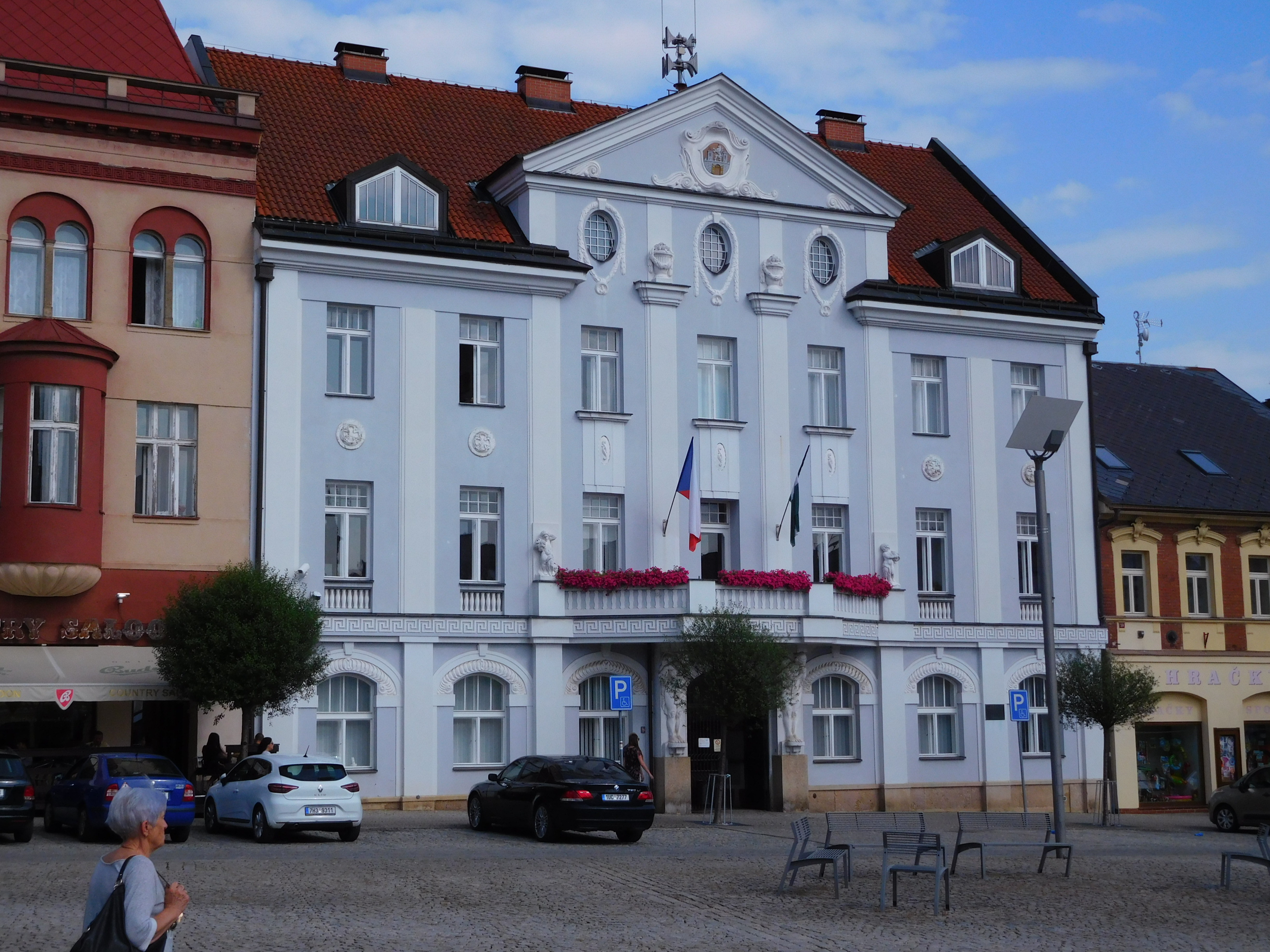
Nová radnice ve Dvoře Králové, upravená r. 1919 Karlem Jarolímkem

### Skokanské můstky
- Zvičina
- Janské lázně
- Harrachov,
- Špindlerův mlýn
- Jarolímkův můstek (Štrbské pleso)

### Další stavby
- Řada vil v obci Chvalkovice pro zaměstnance parního bělidla továrníka Viléma Dlaboly
- Zámek ve Chvalkovicích byl opravován v letech 1928–1936 a podle návrhu architekta Karla Jarolímka bylo přistavěno východní křídlo a sjednocena fasáda do pseudobarokního stylu.
- Vila v Raisově ulici (Dvůr Králové nad Labem)
- Vila v ulici Josefa Židka (Dvůr Králové nad Labem) stavěná na zakázku pana Stanislava Měšťana, zaměstnance kreslírny Sochorovy továrny
- Zimní stadion (Dvůr Králové nad Labem)[6]

## Zajímavosti
Když českému lyžaři Antonínu Bartoňovi Na IV. Zimních olympijských hrách v Lake Placid 1932 napsali o deset minut horší čas, Jarolímek se rozhodl zakročit. Jelikož ale neuměl anglicky, šel k výsledkové tabuli, vytrhl pisateli křídu a číslo jednoduše přepsal. Pisatel na to však reagoval stejně - Jarolímkovo číslo smazal a též přepsal. Nakonec šli k rozhodčímu stolku, u kterého seděl Američan Schmidt-Piery, kterému svou potíž Jarolímek vysvětlil německy. Ten to zkontroloval, uznal Jarolímkův návrh a chybu uznal.
Ve filmu Synové hor, který vypráví o tragickém závodu na 50 km, si Karla Jarolímka zahrál Miroslav Polach.
Ve filmu Poslední závod z roku 2022 ztvárnil Karla Jarolímka herec Cyril Dobrý.